# História de Oiapoque
História de Oiapoque é um livro escrito pela jornalista brasileira Sonia Zaghetto e publicado em 2019 pela editora do Senado Federal do Brasil.

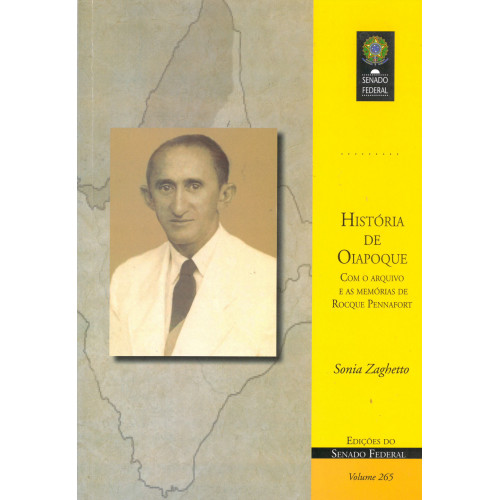
História de Oiapoque

A obra narra cinco séculos de história da fronteira do Brasil com a Guiana Francesa, no Estado do Amapá. Inicia com a chegada dos europeus à região e se estende até a metade do século XX. A fronteira, cujo limite é o rio Oiapoque, só viria a ser incorporada definitivamente ao Brasil em 1 de dezembro de 1900, depois de uma arbitragem favorável do governo suíço, na chamada Questão do Amapá, no qual teve papel decisivo o Barão do Rio Branco.
Com mapas, gravuras e fotografias, o livro revela o conflito secular pela posse da terra, além das tentativas do governo brasileiro de povoar a região e de transformar o atual município de Oiapoque em uma colônia agrícola e, posteriormente em um campo de degredados, para onde foram levados os militares revoltosos dos movimentos tenentistas de 1922 e 1924, durante o governo de Arthur Bernardes.
A base do livro são os arquivos de Rocque Pennafort, a única fonte primária a narrar a chegada dos primeiros colonos brasileiros ao Oiapoque, em 1921. Pennafort viria a se tornar o oitavo prefeito do município.
A pesquisa da autora abrangeu mais de 600 documentos, entre artigos, cartas, manuscritos, diários, jornais e revistas; além de entrevistas com antigos moradores da região. Após a publicação do livro, todos os arquivos da família Pennafort foram doados à Universidade Federal do Amapá.